# Линукс стандардна база
Линукс стандардна база (ЛСБ) је заједнички пројекат неколико Линукс дистрибуција под организационом структуром Линукс Фондације са циљем стандардизације структуре софтвера система, укључујући и хијерархију датотечног система која се користи у ГНУ/Линукс оперативном систему. ЛСБ је базирана на ПОСИКС спецификацијама, Single UNIX Specification и неколико других отворених стандарда, али их такође проширује у појединим областима.
Према ЛСБ-у:

Циљ ЛСБ-а је да развије и промовише скуп отворених стандарда који ће повећати компатибилност између Линукс дистрибуција и омогућити рад апликацијама на сваком компатибилном систему чак и у бинарној форми. Такође, ЛСБ ће помоћи да се координишу напори у регрутовању софтверских компанија да портују и пишу производе за Линукс оперативни систем.

ЛСБ наводи следеће, између осталог: стандардне библиотеке, одређене команде и услужне програме који проширују ПОСИКС стандард, распоред хијерархије датотечног система итд.
Преко команде lsb_release -a , која је доступна на многим системима, могуће је добити детаље о верзији ЛСБ-а, потребно је инсталирати lsb-release пакет да би била доступна.